# Victor Vito
Victor Vasefafanua Junior Vito (Wellington, 27 marzo 1987) è un rugbista a 15 neozelandese, terza linea centro dell'Atlantique Stade Rochelais in Top 14, nonché bi-campione del mondo nel 2011 e nel 2015 con gli All Blacks.

## Biografia
Dal 2006 militante nella provincia di Wellington, esordì in Super Rugby nel 2009 nelle file della franchise ad essa associata, gli Hurricanes.
Ancora, dal 2006 attivo nella nazionale neozelandese a 7, esordì negli All Blacks nel luglio 2010 contro l'Irlanda a New Plymouth.
Convocato per la Coppa del Mondo di rugby 2011, fu presente in cinque dei sette incontri in cui la Nuova Zelanda fu impegnata, e si laureò campione con gli All Blacks.
Negli Hurricanes giunse fino alla finale del Super Rugby 2015.
Fu successivamente inserito nella rosa dei convocati alla Coppa del Mondo di rugby 2015 in Inghilterra (cui partecipò con cinque incontri, compresa semifinale e finale, e una meta nella fase a gironi) al termine della quale si laureò campione del mondo per la seconda volta consecutiva.
Nella vita privata Vito è laureato in giurisprudenza all'Università Victoria di Wellington.

## Palmarès
- Coppe del mondo: 2
Nuova Zelanda: 2011, 2015
- Super Rugby: 1
Hurricanes: 2016
- Champions Cup: 1
La Rochelle: 2021-22